# Jack Lahne
Jack Daniel Kalichi Lahne (Lusaka, 24 ottobre 2001) è un calciatore svedese di origine zambiana, attaccante dell'Austria Lustenau.

## Biografia
È nato a Lusaka, capitale dello Zambia, ma è stato successivamente adottato da una donna svedese, Gunilla Lahne, che è diventata la sua mamma adottiva.

## Carriera

### Club
È un prodotto del Brommapojkarna, società molto attiva a livello giovanile, con un'accademia tra le più note a livello nazionale. Qui ha svolto tutta la trafila del settore giovanile, di cui ha fatto parte sin da quando aveva sei anni.
Il debutto ufficiale in prima squadra è avvenuto quando Lahne era quindicenne, il 19 marzo 2017 in Coppa di Svezia contro l'IFK Norrköping. Il 22 luglio 2017 invece è diventato il più giovane marcatore della storia della squadra, quando ha realizzato il gol del definitivo 0-5 sul campo dell'Åtvidaberg all'età di 15 anni e 271 giorni. La squadra stava militando in Superettan, il secondo campionato nazionale, ma a fine stagione è stata promossa nella massima serie. L'anno seguente, sotto la guida del nuovo tecnico Luís Pimenta, l'attaccante sedicenne non è mai stato schierato titolare nelle 20 giornate in cui il portoghese ha guidato la squadra, partendo talvolta solo dalla panchina. L'esonero di Pimenta – avvenuto per via delle accuse di sessismo, razzismo e bullismo provenienti dallo spogliatoio – e il contemporaneo arrivo dell'allenatore Roberth Björknesjö sono coincisi anche con un maggior spazio per Lahne, che ha giocato titolare le ultime 7 giornate realizzando 3 gol. Il terzultimo posto in classifica ha costretto i rossoneri a disputare gli spareggi salvezza, conclusi con la retrocessione nonostante una rete di Lahne nella gara di andata.
Le sue prestazioni hanno attirato l'attenzione dell'Amiens, squadra militante in Ligue 1 che già annoverava in rosa gli svedesi Emil Krafth e Saman Ghoddos. La società francese ha annunciato l'arrivo di Lahne il 1º febbraio 2019, con la formula del prestito con un'opzione di acquisto per l'estate successiva. Durante i primi due mesi in Francia si è allenato, ma non è potuto mai scendere in campo anche a causa di alcuni regolamenti FIFA, tra cui quelli relativi ai trasferimenti all'estero di giocatori minorenni.
In attesa di risolvere le questioni burocratiche con la FIFA, la sera del 4 aprile 2019 – a pochissimi minuti dalla chiusura della finestra svedese del mercato invernale – è stato firmato un accordo di prestito fino al successivo 31 luglio tra il Brommapojkarna e l'AIK, squadra campione di Svezia in carica che ha tesserato il giovane nonostante i numerosi attaccanti già presenti in rosa (Goitom, Elyounoussi, Obasi, Sigþórsson, Silva). Allo stesso tempo, l'Amiens ha fatto valere l'opzione di acquisto a titolo definitivo di Lahne, da realizzarsi ufficialmente al termine del prestito all'AIK. Durante la sua permanenza in giallonero Lahne ha collezionato 9 presenze, di cui 5 da titolare, e segnato una rete, decisiva per la vittoria per 2-1 contro il Sirius.
Il giocatore è ritornato in realtà all'Amiens il 1º luglio 2019 anziché il 31 luglio, visto che l'accordo di prestito prevedeva questa possibilità in favore del club francese. Il 30 novembre 2019 Lahne ha esordito in Ligue 1 e allo stesso tempo segnato la sua prima rete francese in occasione di Montpellier-Amiens 4-2, incontro in cui il giovane svedese è subentrato a 8 minuti dalla fine, trovando la via del gol dopo 4 minuti. Essa è stata l'unica partita da lui disputata in quell'edizione della Ligue 1, la quale è stata chiusa con 10 turni di anticipo a causa della pandemia di COVID-19.
Nel frattempo, il 28 febbraio 2020 è stato reso noto che Lahne sarebbe tornato in Svezia per un nuovo prestito, questa volta all'Örebro fino all'inizio del successivo mese di giugno, accordo poi rinnovato fino al 31 luglio. Durante questo periodo Lahne ha giocato 10 partite di campionato, con zero gol all'attivo e un assist, poi è tornato a disposizione dei francesi. In questa parentesi all'Amiens ha giocato quattro spezzoni di partite in Ligue 2 tra agosto e settembre, ma nei mesi a seguire è rimasto inutilizzato.
Il 5 marzo 2021 è stato ufficializzato il suo nuovo prestito ad un altro club svedese, in questo caso l'Häcken. Nell'arco di questa parentesi non è mai riuscito a collezionare neppure una presenza in campionato con la maglia dell'Häcken, così il 28 giugno 2021 è rientrato ufficialmente all'Amiens. Ha segnato 2 reti in 10 partite di Ligue 2, fintanto che nel febbraio 2022 è stato girato in prestito in Bulgaria al Botev Plovdiv.

### Nazionale
Ha giocato nelle nazionali giovanili svedesi Under-17 ed Under-19.

## Statistiche

### Presenze e reti nei club
Statistiche aggiornate al 2 gennaio 2022.
| Stagione              | Squadra               | Campionato            | Campionato | Campionato | Coppe nazionali | Coppe nazionali | Coppe nazionali | Coppe continentali | Coppe continentali | Coppe continentali | Altre coppe | Altre coppe | Altre coppe | Totale | Totale |
| Stagione              | Squadra               | Comp                  | Pres       | Reti       | Comp            | Pres            | Reti            | Comp               | Pres               | Reti               | Comp        | Pres        | Reti        | Pres   | Reti   |
| --------------------- | --------------------- | --------------------- | ---------- | ---------- | --------------- | --------------- | --------------- | ------------------ | ------------------ | ------------------ | ----------- | ----------- | ----------- | ------ | ------ |
| 2017                  | Brommapojkarna        | S                     | 6          | 1          | CS              | 1               | 0               | -                  | -                  | -                  | -           | -           | -           | 7      | 1      |
| 2018                  | Brommapojkarna        | A                     | 21         | 5          | CS              | 1               | 0               | -                  | -                  | -                  | -           | -           | -           | 22     | 5      |
| Totale Brommapojkarna | Totale Brommapojkarna | Totale Brommapojkarna | 27         | 6          |                 | 2               | 0               |                    | -                  | -                  |             | -           | -           | 29     | 6      |
| apr.-giu. 2019        | AIK                   | A                     | 9          | 1          | CS              | 0               | 0               | -                  | -                  | -                  | -           | -           | -           | 9      | 1      |
| 2019- mar. 2020       | Amiens                | L1                    | 1          | 1          | CF+CdL          | 0+1             | 0               | -                  | -                  | -                  | -           | -           | -           | 2      | 1      |
| mar.-lug. 2020        | Örebro                | A                     | 10         | 0          | CS              | 1               | 0               | -                  | -                  | -                  | -           | -           | -           | 11     | 0      |
| 2020- mar. 2021       | Amiens                | L2                    | 4          | 0          | CF              | 0               | 0               | -                  | -                  | -                  | -           | -           | -           | 4      | 0      |
| mar.-giu. 2021        | Häcken                | A                     | 0          | 0          | CS              | 2               | 0               | -                  | -                  | -                  | -           | -           | -           | 2      | 0      |
| 2021-2022             | Amiens                | L2                    | 10         | 2          | CF              | 2               | 1               | -                  | -                  | -                  | -           | -           | -           | 12     | 3      |
| Totale Amiens         | Totale Amiens         | Totale Amiens         | 15         | 3          |                 | 3               | 1               |                    | -                  | -                  |             | -           | -           | 18     | 4      |
| Totale carriera       | Totale carriera       | Totale carriera       | 61         | 10         |                 | 8               | 1               |                    | -                  | -                  |             | -           | -           | 69     | 11     |

## Palmarès

### Club

#### Competizioni nazionali
- Superettan: 1

Brommapojkarna: 2017